# Josef Bandion
Josef Bandion (* 2. November 1930 in St. Pölten; † 20. September 2005 in Wien) war ein österreichischer Jurist. 1975 wurde er zum Magistratsdirektor, zum höchstrangigen Beamten der Stadt Wien, gewählt. Kein anderer Magistratsdirektor amtierte so lang wie er.

## Leben
Bandion studierte Rechtswissenschaften und wurde 1954 promoviert. Ab 1961 unterstützte er in der österreichischen Präsidentschaftskanzlei den Bundespräsidenten, bis 1965 Adolf Schärf, dann Franz Jonas.
Er wurde 1973 vom neu gewählten Bürgermeister Leopold Gratz (SPÖ) aus der Präsidentschaftskanzlei ins Wiener Rathaus geholt. Er fungierte 1973–1975 als Präsidialchef (Leiter des Präsidialbüros der Magistratsdirektion) und von 1975 bis zum 31. Juli 1995, vom Stadtsenat einstimmig gewählt, in der Nachfolge von Rudolf Ertl als Magistratsdirektor der Stadt Wien, zugleich Landesamtsdirektor des Landes Wien.
Er amtierte, dem Bürgermeister direkt unterstellt, bis 1984 unter Leopold Gratz, 1984–1994 unter Helmut Zilk und in der Schlussphase seiner Berufstätigkeit unter Michael Häupl. Speziell mit Zilk hatte der sehr selbstbewusste Bandion diverse Meinungsverschiedenheiten, die auch in die Medien gelangten.
Josef Bandion wurde nach dem Ausscheiden aus seinem Amt vom Wiener Gemeinderat und Landtag im Oktober 1995 ehrenhalber zum Bürger der Stadt Wien gewählt. Im gleichen Jahr wurde er von Bundespräsident Thomas Klestil mit dem Großen Goldenen Ehrenzeichen mit dem Stern für Verdienste um die Republik Österreich ausgezeichnet.
Neben seiner Berufstätigkeit fungierte Bandion seit 1963 fast 40 Jahre lang als Geschäftsführer der Ludwig-Boltzmann-Gesellschaft zur Förderung der wissenschaftlichen Forschung in Österreich.
Bandion wurde auf dem Hietzinger Friedhof, Gruppe 60, in Grab Nr. 6 bestattet.